# Arthrosphaera stridula
Arthrosphaera stridula är en mångfotingart som först beskrevs av Karl Wilhelm Verhoeff 1937.  Arthrosphaera stridula ingår i släktet Arthrosphaera och familjen Sphaerotheriidae. Inga underarter finns listade i Catalogue of Life.